# Station Cadaujac
Station Cadaujac is een spoorweghalte in de Franse gemeente Cadaujac. Het station is in 1855 geopend door de Compagnie des Chemins de fer du Midi. Er stappen jaarlijks zo'n 66 duizend reizigers in en uit (2023). 
De halte wordt bediend door treinen van het netwerk TER Nouvelle-Aquitaine op het traject Bordeaux - Langon.